# Mas de Serra (la Selva del Camp)
Mas de Serra és una masia a mig camí dels nuclis de Vilaplana i la Selva del Camp (el Baix Camp) protegida com a bé cultural d'interès local.

## Arquitectura
És una casa rectangular amb la porta centrada amb arc de mig punt dovellat, sense decorar. El pis principal és amb grans finestres amb llindes i el pis alt és transformat. L'obra és de paredat i carreu, amb façana arrebossada i decorada amb esgrafiats. Als costats de les finestres hi ha pilastres amb capitells (caps, i frontons triangulars), i conserven esgrafiats. Al costat sud hi ha un rellotge de sol policrom.

## Història
La masia data probablement del 1600, amb reformes al segle xix. Al rellotge de sol hi ha la inscripció "ANY / 1832". El mas de Serra correspon a l'antic terme de la Font de l'Astor, que pertanyia al començament del segle xiv a Jofre de Volterra, de qui passà a Francesc Batet de Tarragona. El 1357 hi consta com a senyor de Montoliu. Després fou dels Montserrat, els Almenara i els Ermengol. La jurisdicció era del paborde, i després de l'arquebisbe, que el 1391 comprà totes les jurisdiccions reials. Formava part de les Faldes de Tarragona, nom que es donava a una sèrie de llocs propers a la ciutat que l'ajudaven en el manteniment de la defensa. El 1378 tenia cinc focs; el 1496 es trobava deshabitat; el 1716 tenia 3 cases i vuit habitants i un terme de dos quarts de rodalia; el 1763 tornava a estar deshabitat, i entre 1773 i 1787 tenia quinze habitants, havent passat a dependre de la parròquia de Vilallonga del Camp, deixant de ser-ho de la de la Selva. El 1846 era terme independent, amb tretze habitants. El 1476 i després, va formar part de la Comuna del Camp.